# 私人軍事服務公司
私人軍事服務公司（英語：Private Military Company，縮寫：PMC），又稱民間軍事公司、私人军事承包商（英語：Private Military Contractor），是專門提供保安武装力量的私人公司。由於已經企業化，即所謂的法人，所以私人軍事服務公司，和過去的概念上的傭兵在國際法中的規定已不完全相符，雖然可能包含了交戰人員、傭兵、非戰鬥人員等，但私人軍事公司並非只有軍人，公司的一般雇員眾多，即使其提供的部分服務內容與僱傭兵相近，也不能混為一談。比如在戰爭中，更多可能是參與非戰場前線的後方社會安全，除了在已控制的佔領地代替士兵維持治安、檢查危險品，代為訓練新兵，甚至是戰區送餐與醫療，護送撤退等等雜事都有，來補充軍隊不願意、做起來低效率、沒有人力或是緊急情況的業務，而且出現損失事件，一般由雇主與保險公司支付，不需要計入軍隊傷亡也不會佔用國家預算，如美國就十分青睞這種外包模式。
不過，私人軍事服務公司越來越多地用在參與灰色衝突上，比如北京利用保安公司名義，派遣再雇傭的兵員或是雇用當地退伍軍人保護國家在海外的投資項目，並進一步有力參與當地局勢等，這些合法的保安往往有其合理性掩護其行動，因為在某些犯罪率高的非洲國家，安全是很大的問題，例如：南非也有不少私人軍事公司等受僱於富裕人家或社區，起到的是較相似於警察的巡邏保安作用，或者是設備商，比如防暴動與監控設施的安裝等。但也有私人軍事公司獲得國家的直接支援，服務對象更其實就是該國武裝力量，利用這種方式在幕後操作混合戰爭，例如瓦格納集團代替俄軍發動準軍事行動與非官方衝突的作用。

## 概述

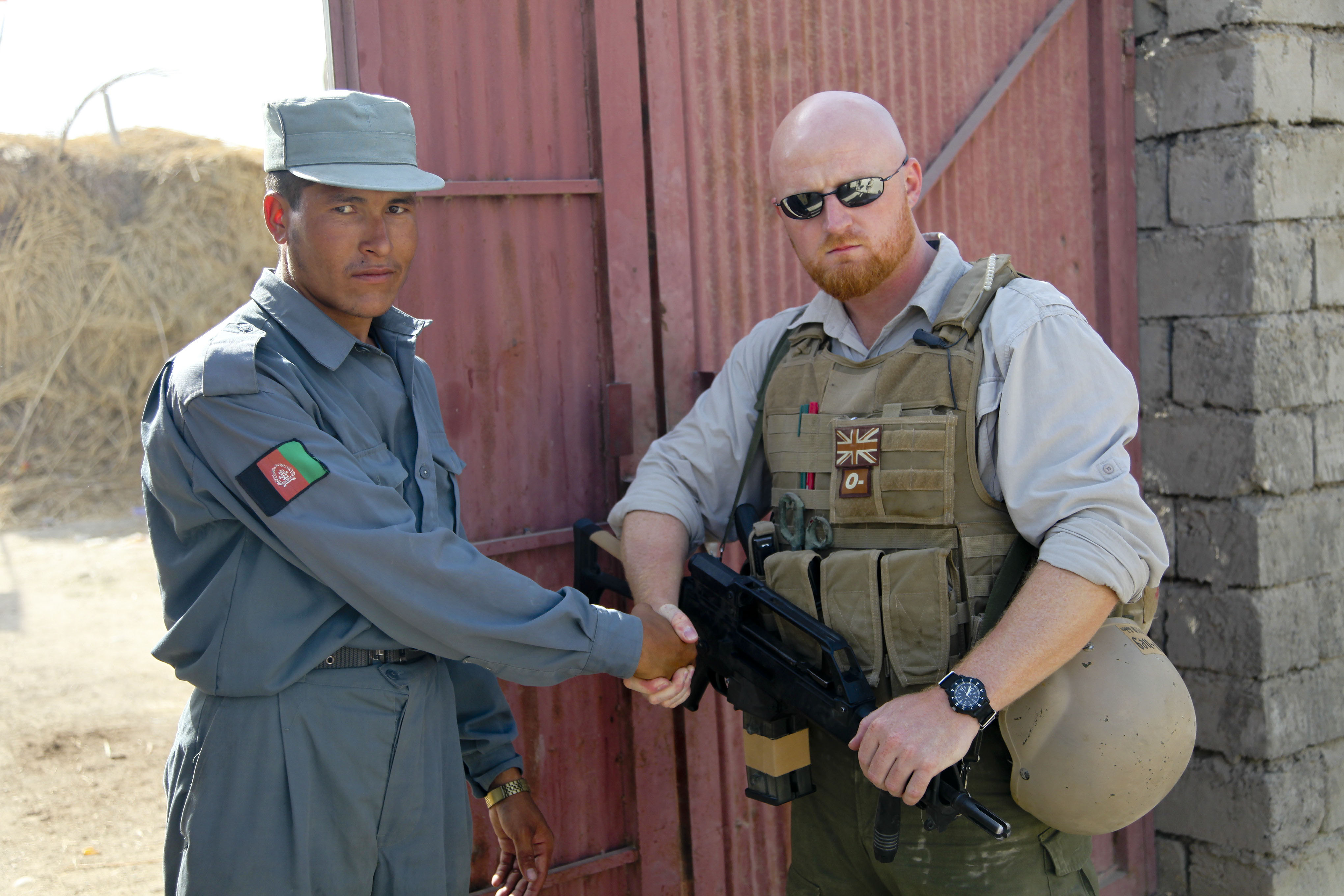
一名在阿富汗與當地警察握手的英國籍私人軍事承包人員

現代私人軍事服務公司主要提供的內容可概分為兩大項。一為軍事支援方面，如軍事情報的收集、武裝保全等；二為後勤或非作戰行動，如私人保鑣、軍事顧問等。也有非政府組織（如無國界醫生）或私人雇用他們，如臺灣在2013年因廣大興事件，已經開放遠洋漁船可合法雇用外國籍武裝保全人員。
因應冷戰後國際情勢的快速變化，以及軍事事務變革等因素的影響，各國與富商等直接或間接的與私人軍事服務公司簽訂合約，使得私人軍事服務公司的業績大幅成長；但世界各國對此類公司的法律規範並不一致，比如公司的註冊、許可證、司法管轄權等，且過去曾有侵犯人權的紀錄，使得私人軍事服務公司在國際法的法律地位上仍處於模糊地帶。
根據2013年的聯合國資料，全球對私人軍事服務的需求仍在增加，預計每年將增加7.4%；至2016年時，金額將達到2440億美元；2012年，美国国防部为其在海外的合約花了440亿美元，其中约60%在阿富汗和伊拉克执行。截至2013年3月，美国国防部在阿富汗境内约有10万8000名合同人员，占总人数的62%。

## 業務範圍
冷戰後世界各國都有將原本軍隊的部分功能外包給軍事服務公司的傾向，以期節約軍費在名目上的開支，或降低人員維持費（如僱用當地人代替本國派軍隊維持治安）、掩飾傷亡數等，因為漸漸地作戰以外的事情都是承包範圍，使得私人軍事服務公司的營業項目越來越廣，參與例如環境安全、排雷、電網監控安裝、格鬥教練、甚至防彈車改裝等服務。
- 私人軍事服務：即傳統僱傭兵的軍事支援部份。
- 海上安全：反海盜行動，目前約有140家大小公司受雇在印度洋海域進行此類服務，包含預警與巡邏、護航等。
- 排雷：如金門曾於2001年委託貝爾克國際排雷公司（BACTEC INTERNATIONAL LTD）進行排除地雷的工作。[10]
- 後勤保障：即軍事運輸與物流部分，業務範圍大，從經營伙食房、訂做軍服到部分公司甚至空運能力都有，通常公司需具有專門處理軍火化學品等危險或管制品的執照才能從事，也會接負責運送貴重物品的案子。
- 安全培訓：許多公司擁有私人保安訓練學校甚至直接在軍營練兵。
- 情報工作與顧問：提供當地滋事案件熱點等資訊的收集與整理。[11]
- 人身保鑣：武裝保安業務與建築監視保安、道路車輛保安救援等業務，在貧富差距大且嚴重腐敗的開發中國家業務十分廣泛。
- 網路資訊：這類型的許多也隸屬於資訊大企業底下的子公司。

## 法律地位爭議
由於私人軍事服務公司的身分並非自然人，但其承包的業務又可能涉及戰爭法，於是產生了若其雇員發生了刑事犯罪，甚至是戰爭罪行時，該如何判定其身分的問題。根據2008年通過的《蒙特勒文件》（Montreux Document），將私人軍事服務公司的雇員定義為「具有武裝的平民」，並將全稱定名為私营军事和安保服务公司（Private Military and Security Companies，PMSC），所以已將私人軍事服務公司與傭兵區隔開來。
2012年時，聯合國已把雇佣兵與私人軍事服務公司的問題分開討論。
红十字国际委员会法律部的艾玛努埃拉—基阿拉·吉拉德认为，这个问题并不存在统一的答案。她说道：“应该对每一个个案进行具体分析。在大多数情况下，从严格的法律观点来看，他们并不属于《日内瓦公约第一附加议定书》第47条以及其他相关国际条约所界定的雇佣兵”。
但是，私人軍事服務公司若直接涉及作戰行動而未能採取措施，將被視為非法武裝團體。一般來說，当暴力局势达到武装冲突的程度时，私营军事安全公司的工作人员必须遵守国际人道法，而且，在他们犯下战争罪行时，将受到控诉。吉拉德表示：“如果一国授权私营军事安全公司行使某些政府的职能，或者这些公司事实上在它的指导下行动或处在它的直接控制之下，那么，该国也可能因这些公司违反国际人道法的行为而承担责任”，吉拉德女士解释道，“而且，即使这些私人缔约人并不是国家的代理人，各国仍然有义务确保它们尊重国际人道法，并有义务履行所谓的 ‘合理的勤勉’，即采取一切必要措施，防止在其领土上开展行动或来自于其领土上的个人或实体违反国际人道法，并对违法行为予以惩处”。
通过将雇佣军单独列出作为武装冲突中一种特殊类别的参与者,《第一议定书》和特殊雇佣军公约发出了一个明确的信息,那就是:雇佣军活动( 或者更广泛的说,法人战争) 至少为国际法所不赞成。

### 1907年《海牙公约》
《海牙公约》并没有明确提到雇佣军,但是《海牙第五公约》有关中立的规定则蕴涵了雇佣军的活动。第4条规定不得在中立国领土内组织战斗部队和开设征兵事务所,以援助交战国。第5 条赋予了中立国确保在其领土上不发生第4条所指的行为的直接责任。根据第17 条的规定, 如果个人以雇佣军或者私人军事承包商身份拿起武器参加战斗,采取有利于作战一方的行为,该个人就“ 不得享有中立”。但是,这一条款也规定这样的个体仍具有享有不低于交战国国民水平保护的权利。

### 1949年《日内瓦公约》及其1977年《附加议定书》
1949 年四部《日内瓦公约》都没有提及雇佣军, 1977 年《第一附加议定书》是第一个明确涉及雇佣军的主流国际人道法文件。
《第一附加议定书》第47 条第1 款规定,被确定为雇佣兵的人不应享有作为战斗员或成为战俘的权利。但雇佣兵仍享有参加敌对行动的非战斗员待遇。这样的人有权受到包含在同一议定书第75 条规定中关于“ 基本保证”的保护，它包括在任何情况下均受人道待遇的权利和免受谋杀、酷刑、体罚和对人身尊严侵犯的权利。第75 条第4 款保证在受到刑事指控时得到公正审判和正当程序的权利。然而,红十字国际委员会认为附加议定书第47条是反映了习惯国际人道法的规定。

## 著名的私人軍事承包商
- 阿卡迪米（Academi），美國公司，前稱“黑水國際”，曾被美國政府聘用到阿富汗和伊拉克參與保安任務和訓練當地軍警。
- Military_Professional_Resources_Inc.（英语：Military_Professional_Resources_Inc.）：美國公司。1995年，獲克羅地亞及波士尼亞之邀訓練軍隊。[19]
- DynCorp（英语：DynCorp）：美國公司。在玻利維亞、波士尼亞、索馬利亞、安哥拉、海地、哥倫比亞、科索沃和科威特多個區域為美國軍方提供服務，協助美軍訓練伊拉克及阿富汗的警察部隊。
- 瓦格纳集团，俄羅斯公司，曾大量派遣承包人員到敘利亞和烏克蘭等地作戰，由於受俄羅斯國防部管轄，因此被部份人認為是俄羅斯軍隊的一個分支。
- 執行結果（英语：Executive Outcomes），南非公司，被認為是最初的私人軍事承包商，在存在期間亦被認為是PMC的全盛時期。曾參與安哥拉內戰，後因南非政府立法規管私人軍事承包商而被迫結業。
- 先豐服務：中國公司。2014年雇用艾瑞克·普林斯，為中國一帶一路計畫提供安保、物流服務。[20]

## 流行文化
私人軍事承包商在許多虛構作品當中都是常見的題材。

### 電影
- 2008年—（Rambo IV）：在前往緬甸執行人道任務的傳道士失蹤多天後，其所屬教會的牧師僱用了一隊僱傭兵小隊，並委託藍波運送他們前往當地進行營救。
- 2008年—（The Hurt Locker）：電影中有英國私人軍事承包人員與美國陸軍爆炸品處理大隊相遇，並一同反擊叛軍突襲的情節，期間至少三名承包人員陣亡。
- 2014年—《美國狙擊手》（American Sniper）：電影中出現了私人軍事承包人員與美軍部隊一同作戰的情節。
- 系列（The Expendables）：“敢死隊”是由一群精英僱傭兵組成的私人準軍事部隊。
- 2016年—（13 Hours: The Secret Soldiers of Benghazi）：電影以真人真事改編。美國中央情報局所屬的全球應變員工（Global Response Staff）都是有著前特種部隊背景的私人軍事承包人員。

### 電視劇
- 系列（Strike Back）：系列中多次出現私人軍事承包人員，並與主角陣營第20分部為敵。

### 電子遊戲
- 系列（Resident Evil）：作品中登場的“保護傘”公司（Umberlla Corporation）為私人軍事承包商的一種。
- 《系列》（S.T.A.L.K.E.R.）：作品中出現的部份潛行者為僱傭兵。
- 《系列》：系列中的愛國者之槍裡登埸的五大私人軍事公司「Praying Mantis/禱念螳螂（英國）、оцелотовая хватка/山貓鉤爪（俄羅斯）、Werewolf/狼人軍團（美國）、 Pieuvre Armement/武裝章魚（法國）、以及Raven Sword/渡鴉之劍（美國）」，在和平先驅中由主角Naked Snake創立的「Militaires Sans Frontières：MSF/無國境軍隊」，在幻痛中的角色Kazuhira Miller創立的「Diamond Dogs/鑽石犬」。
- 2008年—《2》（Far Cry 2）：作品中來自兩間私人軍事承包商的承包人員進行了一場代理戰爭，他們分別是來自美國的“麥格魯德-鮑威爾”（MacGrudder-Powell）與英國的“堡壘”（Bastion UK）。而玩家控制角色本身亦是一名僱傭兵。
- 2009年—《2》（Call of Duty: Modern Warfare 2）：謝波德將軍擁有一支名為“暗影連”（Shadow Company）的私人軍隊。其部隊圖案類似美國特種作戰司令部的標誌，而且隊員們都配備最先進及最精良的武器和裝備。
- 2011年—《3》（Call of Duty: Modern Warfare 3）：在極端民族主義黨完全控制俄羅斯後，一群由尼古萊帶領，不願效忠極端民族主義黨的前朝政府軍士兵被迫流亡海外，並繼續以地下形式策劃推翻極端民族主義黨的作戰。該陣營在聯機模式中直接以“私人軍事承包商”（PMC）的名義登場。
- 2012年—《3》（Far Cry 3）：作品中主要反派角色霍伊特·沃爾克僱用“私掠者”（The Privateers）以武力佔據著洛克島的南部，並掩護他從事著毒品生產和人口販運等非法勾當。
- 2012年—《II》（Call of Duty: Black Ops II）：勞爾·梅嫩德斯領導的組織“核心之日”（Cordis Die），其兵源主要是來自古巴及其他拉美國家的前特種部隊幹員。於聯機模式以“僱傭兵”（Mercs）的名義登場。
- 2014年—《4》（Far Cry 4）：蒲甘·敏的精英部隊“皇家衛隊”（Royal Guard）的兵源主要來自中國大陸和香港等地的黑社會成員，並以僱傭兵的形式來到凱拉特為蒲甘服務。
- 2014年—（Call of Duty: Advanced Warfare）：擁有先進武器和技術的私人軍事承包商“巨神”公司（Atlas）經多年努力後終於在國際舞台立足，成为了加入了联合国安理会的首个非国家会员，後來為了實現所謂的和平而侵略美國和多國。
- 2014年—《合同戰爭》（Contract Wars）：作品中主要以2028年，兩大私人軍事承包商BEAR（遭遇戰突擊團；Battle Encounter Assault Regiment）和USEC（聯合防衛；United Security）進行的代理戰爭為背景。
- 2014年—《叛亂（英语：Insurgency (video game)）》（Insurgency）：私人軍事承包人員為安全部隊的一部份兵源。
- 2015年—（Battlefield Hardline）：劇情模式中出現了一支名為“首選結果”（Preferred Outcomes）的私人執法部隊，部份成員為犯下嚴重罪行的通緝犯。
- 2015年—《虹彩六號：圍攻行動》（Tom Clancy’s Rainbow Six：Siege）：於Y4S4潮汐行動的更新中新增兩位來自虛構私人軍事服務公司NIGHTHAVEN的特勤幹員Kail和Wamai。
- 2016年—《逃離塔科夫》（Escape from Tarkov）：《合同戰爭》的續作，繼續序述BEAR和USEC進行的代理戰爭，作品的舞台圍繞著一個虛構的俄羅斯城市“塔科夫”。
- 2016年—《少女前線》（Girl's Frontline）：作中的“格里芬和克魯格”（Grifon & Kryuger）為私人軍事承包商。特色是以戰術人形（T-Dolls）來取代人類作為戰鬥兵源。
- 2019年—（Call of Duty: Modern Warfare）：多人模式“聯軍”（Allegiance）陣營中有兩支私人軍隊，分別為“豺狼”（Jackals）和“奇美拉”（Chimera）。戰役模式中羅曼·巴可夫將軍也有僱用私人軍事承包人員來從事非法勾當。
- 2019年—《湯姆克蘭西：全境封鎖2》（Tom Clancy's The Division 2）：遊戲終局後出現的“黑色獠牙”（Black Tusk）為私人軍事承包商，成員均為特種精英，使用高科技裝備作戰，擁有不下於國土戰略局的戰力，對國土戰略局來說是前所未見的威脅。
- 2019年—《火線獵殺：絕境》（Tom Clancy's Ghost Recon: Breakpoint）：斯凱爾科技生產用於商業應用的無人機，但該公司作為軍事承包商也取得了成功，為美國政府開發尖端設備。斯凱爾科技也另外在島上雇傭“哨兵軍團”（Sentinel Corp）和叛逃的前美國菁英軍事部隊“戰狼”（Wolves）執行維安

### 動畫
- 2006年—《黑礁》（BLACK LAGOON）：在第一話出現了來自南非的私人軍事承包商“額外訂單”（Extra Orders；影射現實中的執行結果（英语：Executive Outcomes））的承包人員。此外，“黑礁商會”和作中被黑幫聘用的殺手等也可被視作僱傭兵。
- 2012年—《軍火女王》（ヨルムンガンド，Jörmungand）：作中至少出現三間私人軍事承包商，分別為“HCLI公司”、英國公司“王者之劍”（Excalibur）及“香港大星海公司”。
- 2019年—《刀劍神域 Alicization》（ソードアート・オンライン アリシゼーション，Sword Art Online Alicization）：為了奪取人工搖光，美國國家安全局請求私人軍事承包商“輝光防禦系統”（Glowgen Defense Systems）的技術長加百列・米勒親自率領職員攻入Ocean Turtle。

## 參閲
- 國際人道法
- 黑水國際
- 軍事承包商
- 军事工业复合体
- 國防工業
- 保全公司
- 著名的私人軍事服務公司列表（英语：List of private military contractors）（英文）

## 外部連結
- （英文） http://www.privatemilitary.org （页面存档备份，存于） ：可以在此看到更多詳細的介紹。
- 私营安保公司国际行为守则，2011-11-09。（简体中文）